# Bobsleeën op de Olympische Winterspelen 1928
Bobsleeën is een van de sporten die beoefend werden tijdens de Olympische Winterspelen 1928 in St. Moritz.
Er stond één bobsleeonderdeel op het programma, de bobteams bestonden uit 4 of 5 sporters.

## Heren
| rang   | sporter(s)                                                                                       | land     | tijd    |
| ------ | ------------------------------------------------------------------------------------------------ | -------- | ------- |
| Goud   | Billy Fiske Nion Tucker Geoffrey Mason Clifford Gray Richard Parke                               | USA - II | 3:20.50 |
| Zilver | Jennison Heaton David Granger Lyman Hine Thomas Doe Jay O'Brien                                  | USA - I  | 3:21.00 |
| Brons  | Hanns Kilian Valentin Krempel Hans Heß Sebastian Huber Hans Nägle                                | GER - II | 3:21.90 |
| 4      | Arturo Gramajo Mariano Domari Rafael Iglesias Ricardo Gonzáles Moreno John Victor Nash           | ARG - I  | 3:22.60 |
| 5      | Eduardo Hope Jorge del Carril Horacio Gramajo Horacio Iglesias Héctor Milberg                    | ARG - II | 3:22.90 |
| 6      | Ernest Casimir Lambert Walter Ganshof van der Meersch Max Houben Marcel Sedille-Courbon Léon Tom | BEL - I  | 3:24.50 |
| 7      | Grigore Socolescu Ion Gavat Traian Nițescu Petre Ghițulescu Mircea Socolescu                     | ROU - II | 3:24.60 |
| 8      | Charles Stoffel René Fonjallaz Henry Höhnes E. Coppetti Louis Koch                               | SUI - I  | 3:25.70 |
|        |                                                                                                  |          |         |
| 12     | Curt van der Sandt Edwin Teixeira de Mattos Henri Dekking Jacques Delprat Jacques Menten         | NED - I  | 3:29.00 |
| 16     | Charles Mulder Ferdinand Hubert Louis Rooy Hubert Kryn Robert Langlois                           | BEL - II | 3:31.20 |